# Орка (Фундан)
Орка (порт. Orca) — район (фрегезия) в Португалии, входит в округ Каштелу-Бранку. Является составной частью муниципалитета Фундан. По старому административному делению входил в провинцию Бейра-Байша. Входит в экономико-статистический субрегион Кова-да-Бейра, который входит в Центральный регион. Население составляет 800 человек на 2001 год. Занимает площадь 54,58 км².
Покровителем района считается Франциск Ассизский (порт. São Francisco de Assis).